# ترافيس (بيمنتة)
ترافيس هي بلدية في مدينة تورينو الحضرية، في منطقة بيمنتة الإيطالية، وتقع على بعد حوالي 30 كيلومترا شمال غرب تورينو .
تحد ترافيس البلديات التالية: ميزينيلي، وبيسينيتو، وفيو، و وجيرمانانو.
تُعد البلدية أقل قدماً من غيرها في الوادي، وقد بُنيت كنيسة الرعية في القرن السابع عشر فقط.
كان استغلال مناجم النحاس والنيكل النشاط الرئيس للقرية منذ فترة طويلة، وكان سكانها متخصصين في إنتاج المسامير.

## روابط خارجية
- الموقع الرسمي